# Synagogue d'Inowrocław (1908-1939)
 (janvier 2024).

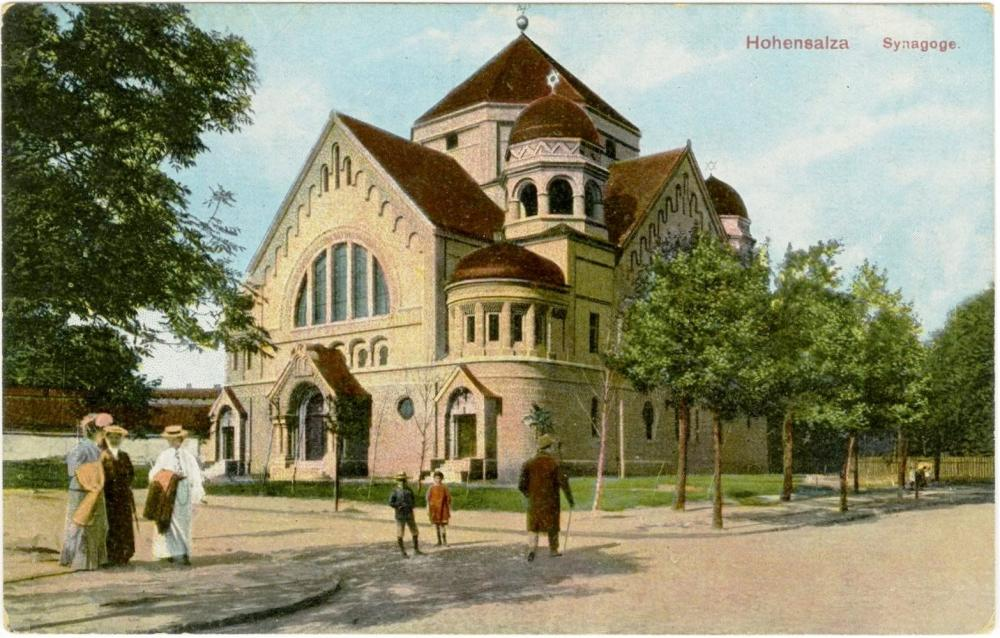
La synagogue d'Inowrocław

La synagogue d'Inowrocław ou synagogue d'Hohensalza était la synagogue de la communauté juive d'Inowrocław. Inaugurée en 1908, elle a été détruite par les Allemands en 1939, au tout début de la Seconde Guerre mondiale. 
Inowrocław est une ville de Pologne dans la voïvodie de Couïavie-Poméranie, située sur la Noteć, à 35 km au sud-ouest de Toruń et 42 km au sud-est de Bydgoszcz. Elle compte actuellement un peu plus de 70 000 habitants.
À la suite du congrès de Vienne, en 1815, Inowrocław est transférée à la Prusse et renommée Hohensalza. Après la Première Guerre mondiale, le traité de Versailles attribue la ville à la Pologne et celle-ci reprend son nom original d'Inowrocław.   

## Histoire de la synagogue

### Construction de la synagogue
Le tournant des XIXe et XXe siècles est une période de grande prospérité pour Inowrocław. La ville doit son remarquable développement principalement à l'industrie. Les familles modernes et riches d'Inowrocław sont majoritairement juives. Grâce à leur générosité et à leur engagement, Inowrocław peut s'enorgueillir de posséder l'une des plus magnifiques synagogues de toute l'Europe,.

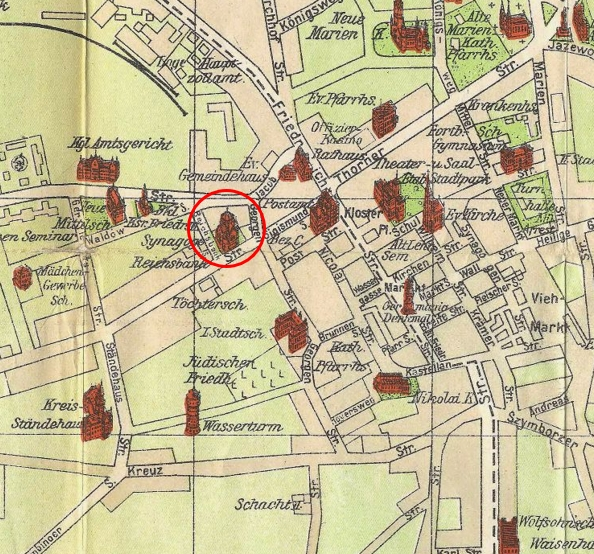
Emplacement de la synagogue près du centre-ville

L'initiateur de la construction de la nouvelle synagogue est le rabbin Dr Jakub Kohn (1839-1933). Un comité composé de l'industriel Dr Leopold Levy (1870-1939), du banquier Arthur Salomonsohn (1859-1930) et du rabbin Kohn est mis en place pour la construction. 250 000 marks, somme énorme pour l'époque, sont collectés et la communauté achète un grand terrain dans la Solbadstrasse (aujourd'hui rue Solankowa) sur la route menant du centre-ville à la station thermale. Parmi les donateurs, se trouvent les résidents juifs les plus riches de la ville. 
Les travaux sont dirigés par J. Baumgarten, l'architecte de la ville. Des entreprises d'Hohensalza participent à la construction, mais de nombreuses tâches complexes ont été effectuées par des spécialistes de Breslau, Posen ou Bromberg. Les travaux de maçonnerie et de charpenterie sont réalisés par l'entreprise Teodor Wettke d'Inowrocław, les travaux de béton et de ferraillage par l'entreprise de Karol Brandt de Breslau. Les fenêtres sont fabriquées et posées par Busch de Berlin, Graumann de Bydgoszcz et Müller de Quedlinbourg, les lampes et lanternes par Seisert de Mügeln près de Dresde, les sculptures et les sols par Schultz-Rutkowski de Bromberg, les bancs par Heponer de Posen. Les mosaïques, les peintures et les vitraux sont réalisés par une entreprise dirigée par Artur Wegner. Les sanitaires sont installés par les ouvriers de l'usine Zenker et Quabis de Breslau. Les travaux de serrurerie sont effectués par Heller Segor et les travaux de menuiserie réalisés par la société Leitreiter. La toiture et les gouttières sont posées par Kleinaert. L'usine à gaz municipale fournit le gaz de chauffage de la synagogue et l'installation électrique est confiée à une équipe de Siemens-Schuckert de Berlin.
Les travaux commencent le 9 octobre 1907 lors d'une cérémonie officielle et la construction se déroule rapidement et sans trop de problème. Le résultat de ces efforts est impressionnant et le 24 septembre 1908, les participants à la cérémonie de consécration de la synagogue peuvent admirer le magnifique édifice, considéré à l'époque comme une des plus belles synagogues d'Europe.
Construction de la synagogue (1907-1908)

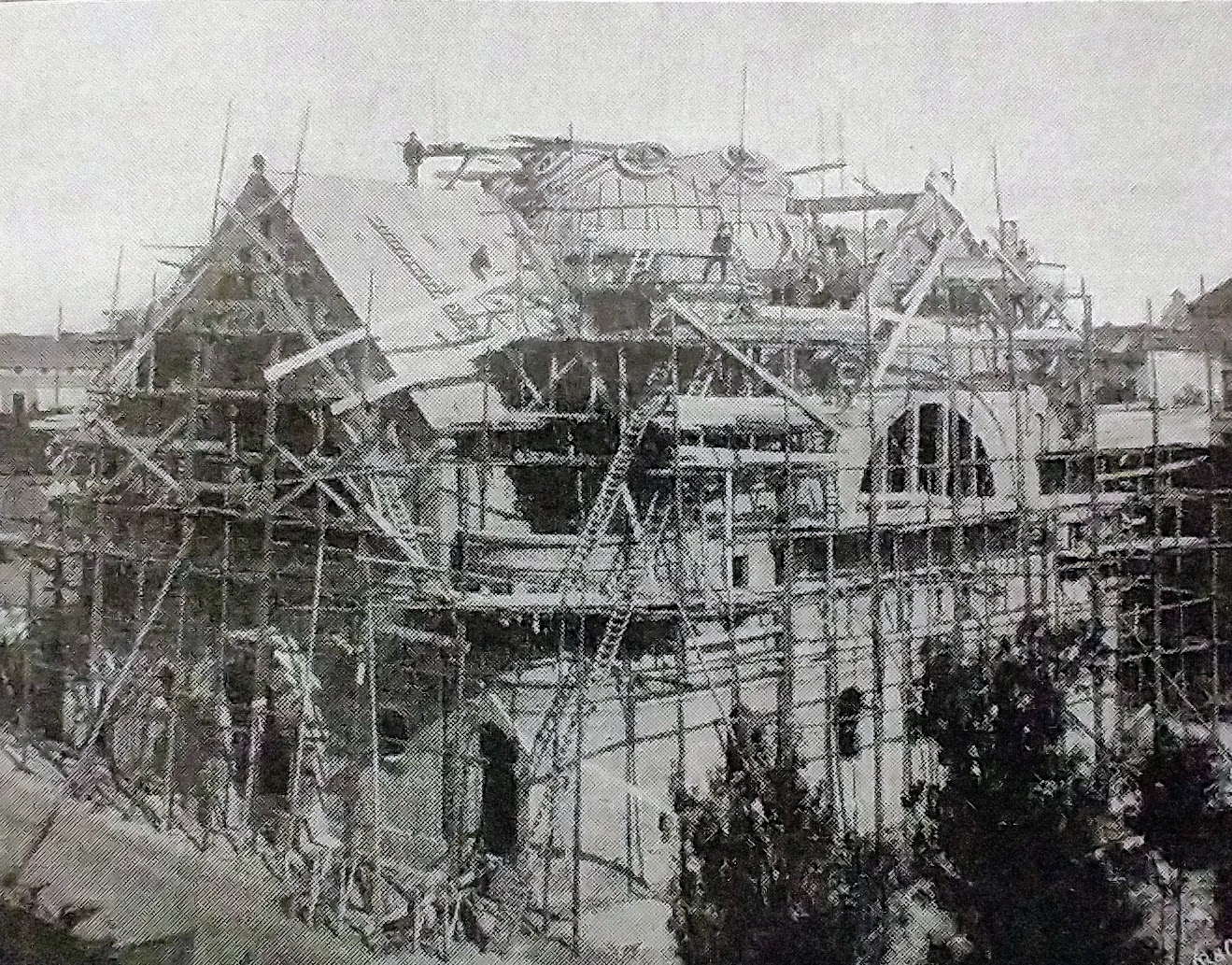
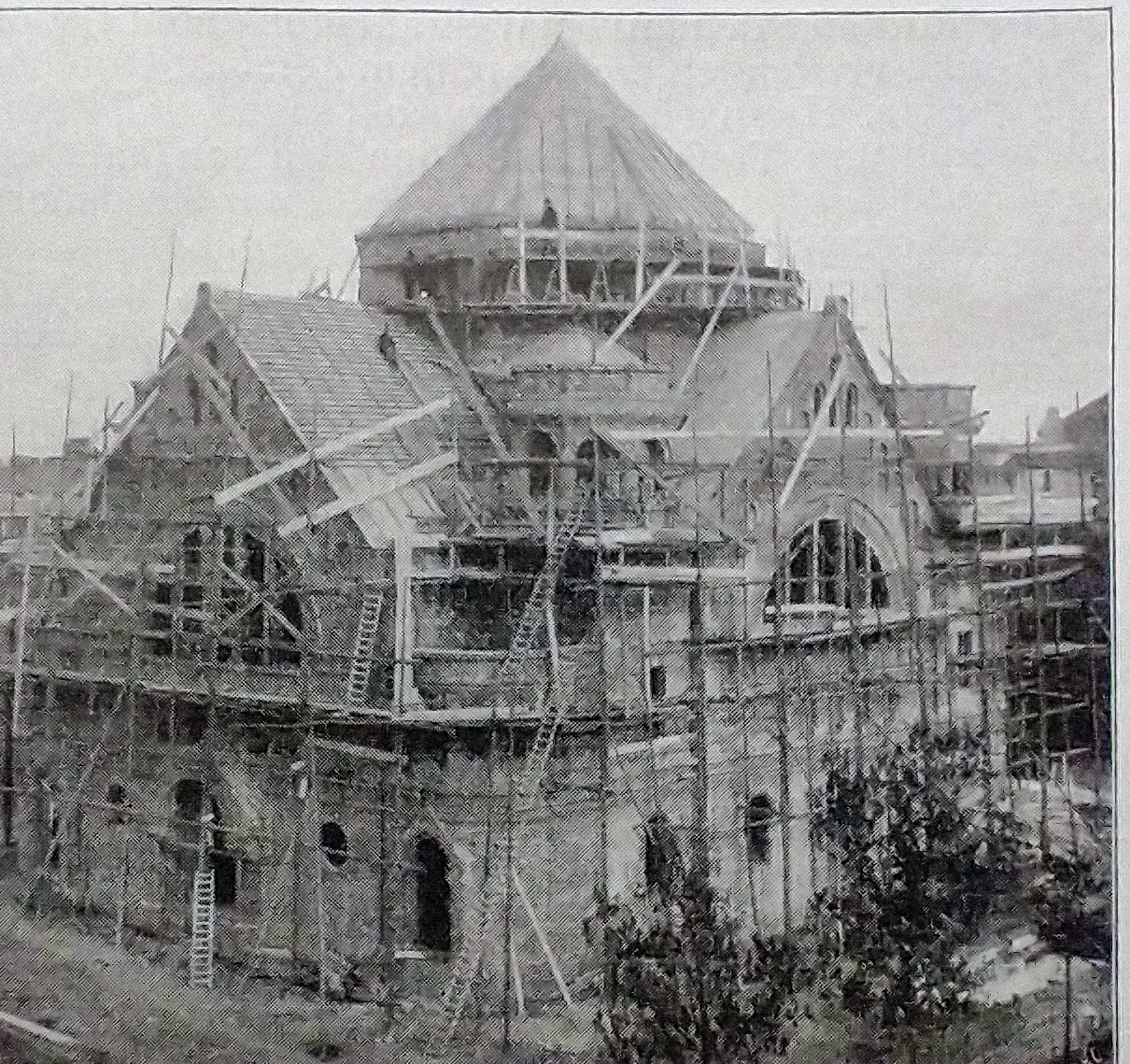

### Destruction de la synagogue
Au début de la Seconde Guerre mondiale, les Allemands occupent Inowrocław le 8 septembre 1939 et dans la nuit du 14 septembre 1939, ils incendient la synagogue. Le feu consume rapidement l'intérieur, mais les puissants murs résistent aux flammes. Les sapeurs d'une unité de la Wehrmacht les font sauter à la dynamite dans les jours qui suivirent. Les Juifs locaux sont contraints de déblayer les décombres. En 1940, les ruines sont rasées et la place ainsi nettoyée est dotée d'une pelouse, de massifs de roses, d'allées et de bancs publics... Après la guerre, le site reste inchangé pendant encore deux décennies.
La synagogue détruite - Hiver 1939

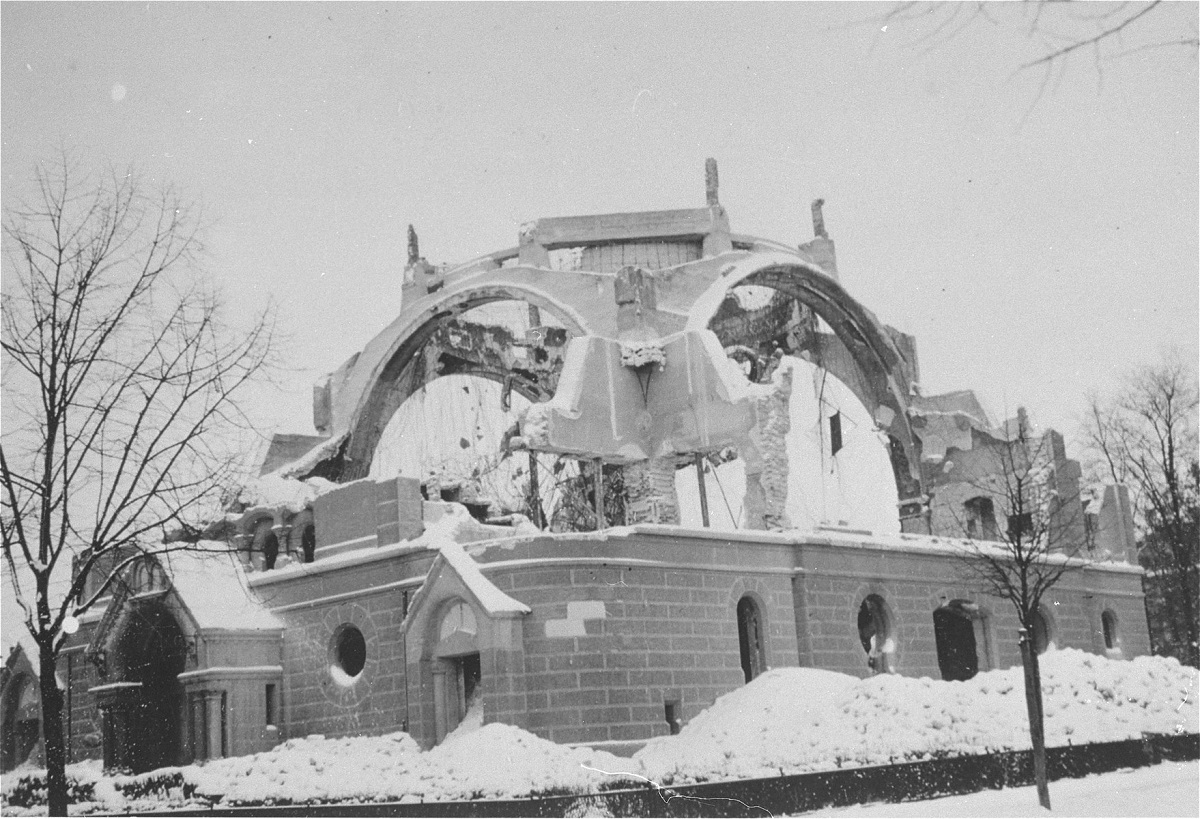
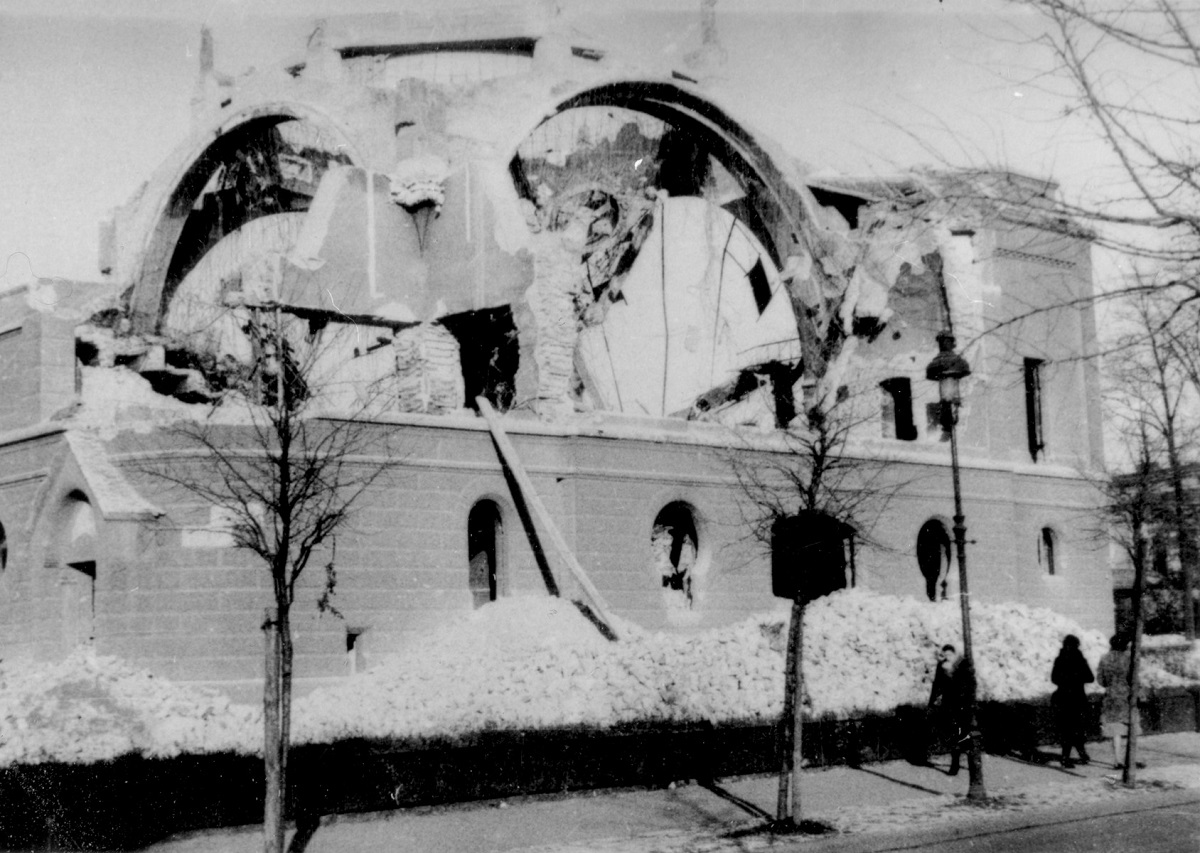

En 2013, lors de la construction d'une ligne de chauffage, les restes des fondations de l'entrée principale de la synagogue sont découverts.
Actuellement le site de la synagogue détruite est occupé par la statue de l'écrivain polonais Jan Kasprowicz, né à Szymborze près d'Inowrocław. La place a récemment été renommée place Jean-Paul II.  
En octobre 2013, au croisement des rues Solankowa et Grodzka, les autorités d'Inowrocław ont placé une plaque commémorative avec l'image de la synagogue. 

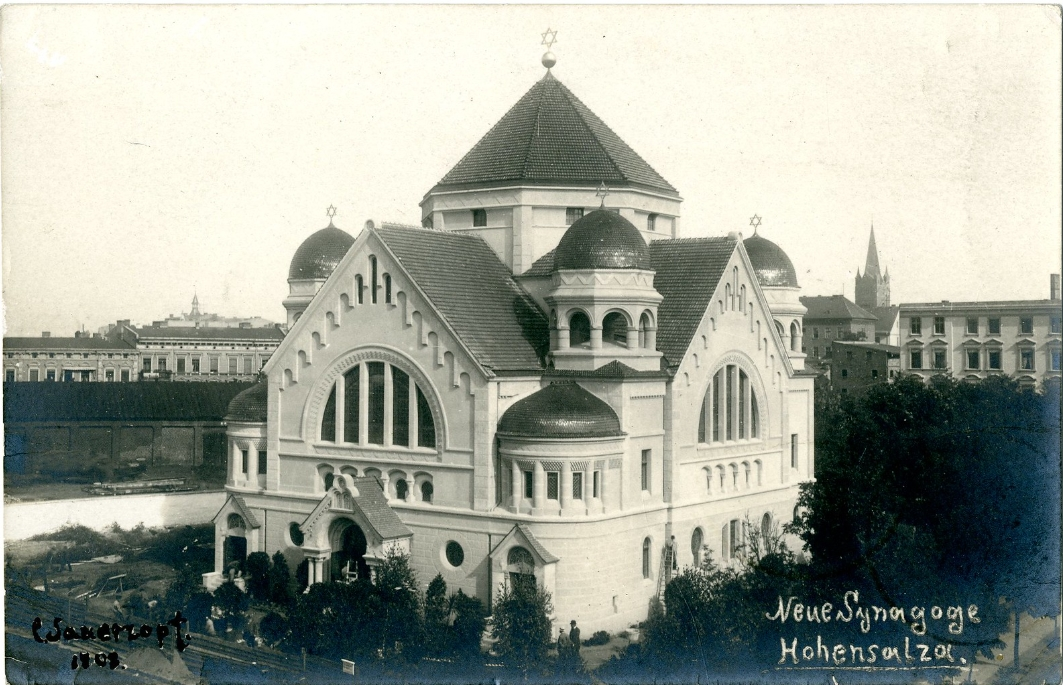
La synagogue (1909)

## Architecture de la synagogue
Les archives Ringelblum conservent un récit donné en 1941 par un Juif inconnu dans lequel la synagogue d'Inowrocław est décrite comme suit : La nouvelle synagogue (....) était l'une des plus belles d'Europe, et peut-être même du monde entier. (...) Son inauguration a eu lieu en présence de l'empereur Guillaume II. Elle se trouvait sur la plus belle place de la ville, dans un magnifique jardin et impressionnait par sa magnificence en tant que temple. L'intérieur était riche en mosaïques coûteuses, en lumière, en magnificence de la voûte, qui était éclairée par deux fenêtres colossales. D'une fenêtre, on pouvait voir la grandeur de Dieu, et de l'autre, l'étoile de David. Ce temple pouvait être comparé aux plus beaux du monde. Aujourd'hui, il y a une place avec des roses. La synagogue a été incendiée cérémonieusement.
La synagogue est construite sur le plan d'une croix grecque avec des bras de 33 mètres de long. Le style architectural de la synagogue rappelle les temples byzantins. Quatre annexes avec des tourelles surmontées d'étoiles de David, ont été construites entre les bras de la croix.
Le corps principal de la synagogue est de forme octogonale, coiffé d'un toit pyramidal élancé et recouvert de tuiles rouges. Il est surmonté d'une sphère dorée d'un diamètre de 1,20 m et d'une étoile de David dorée de la même taille.
Les façades sont éclairées par de grandes fenêtres insérées dans une baie semi-circulaires avec des vitraux. L'entrée principale ainsi que deux autres plus petites situées de part et d'autre, se trouvent du côté de la rue Grodzka. Au-dessus du porche protégeant l'entrée principale, se trouvent les Tables de la Loi, avec des lettres dorées sur fond bleu.

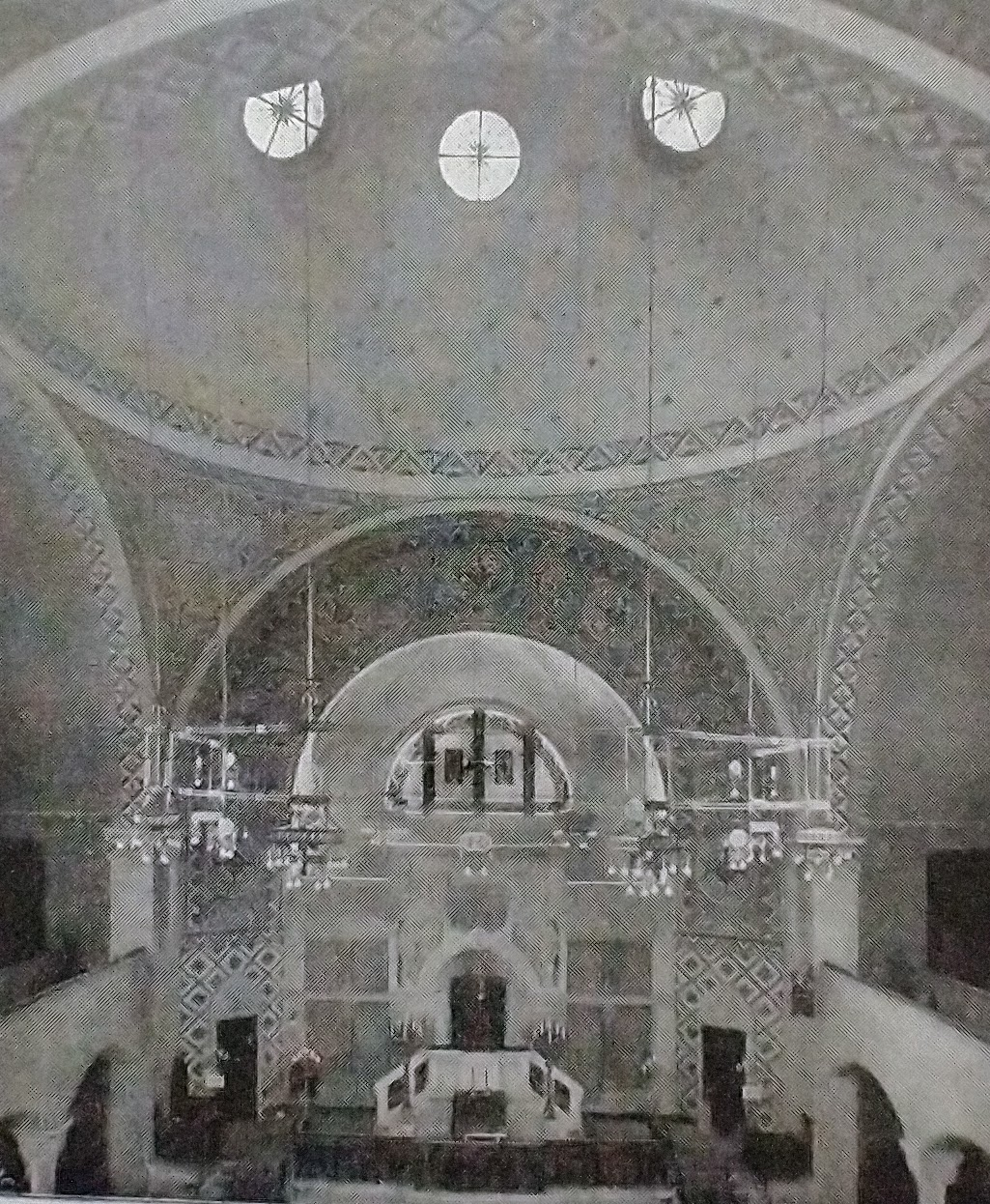
L'intérieur de la synagogue

Une fois le porche passé, on pénètre dans un vaste vestibule à voûte croisée, orné de deux fontaines murales. À sa droite et à sa gauche se trouvent des entrées menant au rez-de-chaussée de la synagogue. Des vestiaires et des toilettes pour les fidèles sont placés près des entrées. On pénètre ensuite à l'intérieur de la synagogue, dominée par une coupole de 12,5 mètres de haut. Un ciel bleu étoilé est peint sur la voûte. Un énorme lustre en laiton avec 120 ampoules, don du Dr Leopold Levy et d'une valeur de 8 000 marks, y est suspendu. Il y a 300 places assises pour les hommes et 300 places assises, dans les galeries le long des murs au premier étage, pour les femmes.
Au rez-de-chaussée, dans la grande salle de prière, les bancs sont disposés en amphithéâtre vers l'Arche Sainte sur le mur oriental qui fait face à Jérusalem. La Torah est lue depuis la bimah (podium) tapissée de mosaïques jusqu'à la moitié de sa hauteur et ceinturée de magnifiques grilles en bronze et fer. Deux chandeliers à sept branches, sculptés à la main, et don de E. Salmonsohn sont placés de part et d'autre de l'Arche Sainte.
Les pièces réservées au rabbin et au hazan se trouvent derrière l'Arche Sainte. La couleur des murs s'harmonise avec la lumière qui pénètre par quatre grandes fenêtres à vitraux. Chacune d'entre elles a coûté 5 000 marks. Les fenêtres plus petites possèdent également des vitraux. Ceux-ci ont été financés par Leo Frakel, Gustav Gesser, Heyman Gesser et Siegfried Sand.
Un grand fragment d'un rouleau de Torah, ainsi que quelques objets liturgiques ayant miraculeusement échappés au pillage et à l'incendie de la synagogue sont conservés actuellement au musée d'Inowrocław, rue Solankowa.